# دوبوواتس (کووین)
دوبوواتس (به صربی: Dubovac) یک منطقهٔ مسکونی در صربستان است که در Kovin municipality واقع شده‌است. دوبوواتس ۱٬۲۸۳ نفر جمعیت دارد و ۵۹ متر بالاتر از سطح دریا واقع شده‌است.